# Простая история (фильм, 1978)
«Простая история» или «У каждого свой шанс» (фр. Une histoire simple) — художественный фильм, драма режиссёра Клода Соте, вышедшая на экраны в 1978 году.

## Сюжет
Мари, 39-летняя привлекательная женщина, художница по профессии, переживающая трудный период в жизни. Она долго встречалась с Сержем, но его эгоистичный характер и склонность к суициду не даёт шансов на взаимопонимание. Мари беременна от Сержа и решается на отчаянный шаг — сделать аборт и порвать со своим любовником.
Героиня тяжело переживает разрыв и пытается отвлечься. Общается со своими друзьями, гуляет по городу смешавшись с толпой. Во время одной из прогулок она случайно встречается со своим бывшим мужем, которого не видела много лет. После первой же встречи Мари и Жорж понимают, что давно забытые чувства снова проснулись. Через несколько дней Жорж приглашает Мари на свидание. Ситуация щекотливая — Жорж вынужден скрывать интимную связь от молоденькой любовницы. Мимолётное увлечение избавляет Мари от депрессии, и она снова возвращается к жизни.

## В ролях
- Роми Шнайдер — Мари
- Бруно Кремер — Жорж
- Клод Брассёр — Серж
- Рожер Пижо — Жером
- Арлетт Боннар — Габриель
- Франсин Берже — Франсин
- Софи Домье — Эстер
- Эва Дарлан — Анна

## Награды и номинации
- 1979 — премия «Сезар» за лучшую женскую роль (Роми Шнайдер), а также 10 номинаций: лучший фильм (Клод Соте), лучший режиссёр (Клод Соте), лучший сценарий (Клод Соте, Жан-Лу Дабади), лучший актёр (Клод Брассёр), лучший актёр второго плана (Клод Брассёр), лучшая актриса второго плана (Арлетт Боннар и Эва Дарлан), лучшая музыка (Филипп Сард), лучшая операторская работа (Жан Боффети), лучший звук (Пьер Ленуар).
- 1979 — специальная премия «Давид ди Донателло» (Роми Шнайдер за актёрское мастерство).
- 1980 — номинация на премию «Оскар» за лучший фильм на иностранном языке.